# Mancos (Colorado)
Mancos es  un pueblo ubicado en el condado de Montezuma en el estado estadounidense de Colorado. En el Censo de 2010 tenía una población de 1.336 habitantes y una densidad poblacional de 802,23 personas por km².

## Geografía
Mancos se encuentra ubicado en las coordenadas 37°20′48″N 108°17′38″O / 37.34667, -108.29389. Según la Oficina del Censo de los Estados Unidos, Mancos tiene una superficie total de 1.67 km², de la cual 1.67 km² corresponden a tierra firme y (0%) 0 km² es agua.

## Demografía
Según el censo de 2010, había 1.336 personas residiendo en Mancos. La densidad de población era de 802,23 hab./km². De los 1.336 habitantes, Mancos estaba compuesto por el 85.4% blancos, el 0.07% eran afroamericanos, el 6.29% eran amerindios, el 0.67% eran asiáticos, el 0.3% eran isleños del Pacífico, el 4.19% eran de otras razas y el 3.07% pertenecían a dos o más razas. Del total de la población el 12.28% eran hispanos o latinos de cualquier raza.